# Halichoeres penrosei
Halichoeres penrosei är en fiskart som beskrevs av Starks, 1913. Halichoeres penrosei ingår i släktet Halichoeres och familjen läppfiskar. IUCN kategoriserar arten globalt som livskraftig. Inga underarter finns listade i Catalogue of Life.